# فهرست رمان‌ها
فهرستی از رمان‌های جهان:
- بوف کور
- رمان سنگي
- دور دنیا در هشتاد روز
- دن کیشوت
- طبل حلبی
- جزیره پنگوئن‌ها
- بینوایان
- دایی جان ناپلئون
- شهره و شادمان
- شهر (رمان)
- ارتش سایه‌ها
- پندار
- مروارید
- یهودی سرگردان
- همقطارها (رمان)
- ساعت‌ها (رمان)
- دنیای سوفی
- راز فال ورق
- انجمن شاعران مرده
- قلعهٔ حیوانات
- شازده کوچولو
- دخترخورشید و پسرماه
- خلبان جنگ
- غرور و تعصب
- رمز داوینچی
- فرشتگان و شیاطین
  - زمستان۶۲

عطر سنبل، بوی کاج
- رابینسون کروزو
- ۳ گانهٔ ارباب حلقه‌ها
- مجموعهٔ ۷ جلدی هری پاتر
- مجموعهٔ ۳ جلدی پارسیان و من
- مجموعه ۸ جلدی در جستجوی دلتورا
- ۳ گانه سرزمین سایه‌های دلتورا
- مجموعهٔ ۴ جلدی اژدهایان دلتورا
- مجموعهٔ ۱۲ جلدی حماسه دارن شان
- مجموعهٔ ۴ جلدی حماسه لارتن کرپسلی
- جلاد لاغر
- مجموعهٔ ۱۰ جلدی دیموناتا
- مجموعهٔ ۱۳ جلدی خاطرات یک خون‌آشام
- مجموعهٔ ۷ جلدی ترانه یخ و آتش
- مجموعهٔ ۵ جلدی سپتیموس هیپ
- مجموعهٔ ۸ جلدی آرتمیس فاول
- مجموعهٔ ۱۰ جلدی زام-بی
- ۳ گانه شهر
- مجموعهٔ ۱۳ جلدی ماجراهای بچه‌های بدشانس
- مجموعهٔ ۷ جلدی ماجراهای نارنیا
- مرگ نقطهٔ پایان
- حادثه‌ای عجیب برای سگی در شب
- داستان‌های اوالونا
- یک روز دیگر
- در بهشت ۵ نفر منتظر شما اند
- عقل و احساس
- شازده احتجاب
- بامداد خمار
- خانوم
- سمفونی مردگان
- صد سال تنهایی
- کیمیاگر
- دریاچه شیشه‌ای
- گستره محبت
- سگ ولگرد
- جنگ و صلح
- باباگوریو
- طاعون
- بیگانه
- اتود در قرمزلاکی
- پدرخوانده
- آخرین پدرخوانده
- شکارچیان سرزمین پرواز
- کلیدر
- آناکارنینا
- داستان دو شهر
- شهباز و جغدان
- جنایت و مکافات
- مرشد و مارگریتا
- شاهدوخت افسانه
- دخترک انتقام گیر
- مدرسه جادویی ارواح
- مجوعه راما
- مدار صفر درجه
- لندا در جستجوی آرزویش
- پرنده گان رنگین
- لاله بر افروخت
- شاهدوخت نفرین شده
- قصر اسرارآمیز
- شب کریسمیس